# Charles Tobias
Charles Tobias (15 août 1898 – 7 juillet 1970) est un auteur de chansons et parolier américain, ainsi qu'un éditeur de musique.

## Biographie
Né à New York City, Tobias grandit à Worcester, dans le Massachusetts, avec son grand frère Harry et son jeune frère Henry, également auteurs de chansons. 
Il commence sa carrière musicale dans le vaudeville. En 1923, il fonde sa propre société d'édition musicale et travaille à Tin Pan Alley, la rue ou sont regroupés les éditeurs musicaux de New York de l'époque. Tobias se désignait lui-même comme « le garçon qui écrit les chansons que vous chantez ».
On lui doit notamment les compositions comme Merrily We Roll Along, Rose O'Day, Those Lazy-Hazy-Crazy Days Of Summer, Comes Love, et Don't Sit Under the Apple Tree (With Anyone Else but Me). Épaulé par ses collaborateurs réguliers Al Sherman et Howard Johnson (en), il écrit Dew-Dew-Dewey Day. 
Dans les années 1930, Tobias et plusieurs de ses amis créateurs de tubes musicaux forment une revue appelé Songwriters on Parade (Parade des auteurs-compositeurs), qui est jouée dans toute la région de la côte Est des États-Unis dans les music-halls et chaînes de cinéma Loew's et ceux de Keith. 

Tobias coécrit avec Gerald Marks et Sidney Clare la chanson I Think You're Ducky qui sert de thème aux Merrie Melodies de 1933 à 1936. Et, plus tard, il coécrit avec Murray Mencher et Eddie Cantor la chanson Merrily We Roll Along, thème phare des génériques des Merrie Melodiesde 1936 à 1964. 
Immédiatement après l'attaque de Pearl Harbor, lui et Cliff Friend (en) écrivent et enregistrent We Did It Before And We Can Do It Again le 16 décembre 1941. La chanson fait largement allusion aux États-Unis à l'époque de la Première Guerre mondiale.
De 1929 aux années 1960, il a contribué à un certain nombre des chansons de comédies musicales telles que Manhattan Melodrama et The Daughter Of Rosie O'Grady.
Tobias a été intronisé en 1970 au Songwriters Hall of Fame (sorte de panthéon américain virtuel des auteurs-compositeurs de musique, et institution d'aide aux nouveaux auteurs). Il est mort à Manhasset, Long Island (New York), le 7 juillet 1970.